# پریریتون (ایندیانا)
پریریتون (به انگلیسی: Prairieton) یک منطقهٔ مسکونی در ایالات متحده آمریکا است که در شهرستان ویگو، ایندیانا واقع شده‌است. پریریتون ۱۴۶ متر بالاتر از سطح دریا واقع شده‌است.